# Grevillea sparsiflora
Grevillea sparsiflora är en tvåhjärtbladig växtart som beskrevs av F. Müll.. Grevillea sparsiflora ingår i släktet Grevillea och familjen Proteaceae. Inga underarter finns listade i Catalogue of Life.